# هاري كيول
هاري كيول (بالإنجليزية: Harry Kewell)، من مواليد 22 سبتمبر 1978 في سيدني في أستراليا، لاعب كرة قدم أسترالي. من اصل نمساوي

## مسيرته الكروية
بدأ مسيرته الكروية مع نادي ليدز يونايتد الإنكليزي في عام 1995، ولعب معهم حتى عام 2003، وشارك معهم في 181 مباراة وسجل 45 هدف، وانتقل عام 2003 إلى فريق ليفربول الإنكليزي لغاية عام 2008 وبعدها انتقل إلى فريق غلطة سراي التركي لغاية عام 2011 حيث انتقل بعدها إلى فريق ملبورن فيكتوري الأسترالي إلى عام 2012 وفي عام 2013 لعب لفريق الغرافة القطري لموسم واحد ليعود إلى فريق ملبورن هارت الأسترالي في نفس هذا العام 2013 وما زال معه إلى الآن. كما بدأ باللعب مع منتخب أستراليا لكرة القدم في عام 1996.

## كأس آسيا 2007
و قد سجل 3 اهداف في مرمى منتخب تايلند لكرة القدم.

## كأس آسيا 2011
سجل أكثر من ستة اهداف

## روابط خارجية
- هاري كيول على موقع IMDb (الإنجليزية)
- هاري كيول على موقع الاتحاد الدولي (مؤرشف)  (الإنجليزية)
- هاري كيول على موقع الاتحاد الأوربي (الإنجليزية)
- هاري كيول على موقع اتحاد تركيا (لاعب) (الإنجليزية)
- هاري كيول على موقع قاعدة بيانات كرة القدم.إي يو (الإنجليزية)
- هاري كيول على موقع ليكيب (الفرنسية)
- هاري كيول على موقع ناشيونال فوتبول تيمز (الإنجليزية)
- هاري كيول على موقع Soccerbase.com (لاعب) (الإنجليزية)
- هاري كيول على موقع Soccerway.com (الإنجليزية)
- هاري كيول على موقع عالم كرة القدم.نت (الإنجليزية)
- هاري كيول على موقع قاعة أستراليا للمشاهير الرياضية (الإنجليزية)